# Набег Кэрролла на Порт-Репаблик
Набег Кэрролла на Порт-Репаблик (англ. Carroll's raid into Port Republic) — боевое столкновение, которое произошло утром 8 июня 1862 года почти одновременно с началом сражения при Кросс-Кейс в ходе кампании в долине Шенандоа американской гражданской войны. Бригада федерального полковника Самуэля Кэрролла, имевшая задание уничтожить мосты через реку Шенандоа, смогла внезапно оказаться в тылу армии Томаса Джексона и атаковать его штаб, захватив в плен некоторых штабных офицеров. Кэрролл был близок к тому, чтобы захватить в плен самого генерала Джексона и повредить обозы его армии, что сказалось бы на всём ходе кампании, но он упустил эту возможность.

## Предыстория
7 июня 1862 года армия генерала Томаса Джексона стояла в городке Порт-Репаблик, на слиянии рек Северная Шенандоа (North River) и Южная Шенандоа (South River). Стратегической ценностью обладал левый берег Северной Шенандоа возле слияния, это была доминирующая над городом высота. На востоке и юго-востоке за Южной Шенандоа были открытые поля, а в двух милях начинался густой лес и предгорья Голубого хребта. Всё пространство между рекой и лесами хорошо простреливалось артиллерией.
Разведка сообщала, что федеральная дивизия Шилдса находится на восточной стороне Южного рукава у Конрадс-Стор и движется на юг, а федеральная армия Фримонта стояла в Гарисонберге и Джексон надеялся не дать им соединиться. Дивизия Юэлла 7 июня стояла лагерем у Кросс-Кейс. Три бригады дивизии Джексона стояли лагерем северо-западнее городка Порт-Репаблик, растянувшись на три мили. Джексон разместил свой штаб в усадьбе Мэдисон-Милл, частном доме на западной окраине Порт-Репаблик. Здесь же рядом стояли все обозы. В самом городке стояли только три пехотные роты. Переправа, к которой должна была выйти дивизия Шилдса, охранялась пикетом из трёх офицеров и 22-х рядовых под командованием капитана Самуэля Мура (роты I 2-го Вирджинского полка).
Две кавалерийские роты были выдвинуты в том направлении, откуда ожидалось наступление дивизии Шилдса. Вероятно, Джексон был сильно истощён бессонными ночами, и по этой причине не обеспечил охранением восточную окраину города. В 21:00 он отправил Юэллу приказы относительно утра 8 июня и отправился спать.
В это время с севера приближалась федеральная бригада Самуэля Кэрролла из дивизии Джеймса Шилдса. 4 июня Шилдс приказал ему взять 4 орудия и отряд кавалерии, этими силами захватить мост у Порт-Репаблик, а его бригада должна была нагнать передовой отряд как можно скорее. Захватив мост, Кэрролл должен был напасть на Стентон и уничтожить там железнодорожные вагоны и всё то, что могло помочь Джексону отступать. 5 июня Кэрролл сообщил Шилдсу, что в его распоряжении отряд в 150 человек 1-го Вирджинского (федерального) кавполка, и если ему пришлют усиление, то он готов атаковать Порт-Репаблик, но усиление так и не было прислано.
Вместе с тем Шилдс настаивал, чтобы Кэрролл оставил в тылу весь багаж и двигался как можно быстрее. 7 июня он прислал новый приказ, где требовал не захватить мост, а уничтожить его, а затем пришёл ещё один приказ, настаивающий на захвате и удержании. Впоследствии, после войны, генерал Натан Кимбалл удивлялся, что Шилдс приказал Кэрроллу удерживать единственный мост, который давал возможность Джексону скрыться.
7 июня Кэрролл допоздна двигался под дождём по плохим дорогам, но его отряд так устал, что ему пришлось встать лагерем в 6-ти милях от Порт Репаблик и дать людям три часа отдыха. Он отправил к городу разведчиков, которые легко обошли пикеты южан и выявили расположение обозов и полное отсутствие пехоты на восточном берегу Южной Шенандоа. 8 июня в 04:00 он возобновил марш. С ним были 150 человек 1-го Западновирджинского кавалерийского полка, которые были вооружены саблями и старыми кремнёвыми кавалерийскими пистолетами, переделанными в капсюльные и снабжёнными съемными прикладами. С этим отрядом следовали 4 орудия Огайской батареи капитана Люциуса Робинсона. Следом шли 7-й Индианский пехотный полк, 1-й Вирджинский пехотный, 48-й Пенсильванский и 110-й Пенсильванский.